# Burg Schönbrunn (Bad Staffelstein)
Die abgegangene Burg Schönbrunn ist nur noch als Turmhügel, der Rest einer Turmhügelburg (Motte), erhalten, und liegt in der Mainaue etwa 500 Meter nordwestlich des gleichnamigen Dorfes Schönbrunn, eines Ortsteils von Bad Staffelstein im oberfränkischen Landkreis Lichtenfels in Bayern.
Über diese Niederungsburg sind nur wenige Informationen bekannt, sie wird grob als mittelalterlich datiert, und entstand wohl während des Hochmittelalters im 12. oder 13. Jahrhundert. Erhalten hat sich von der Burg nur der nördliche Teil des Turmhügels mit Wall und Graben, der Rest ist durch landwirtschaftliche Nutzung fast völlig eingeebnet worden. Die Stelle ist als Bodendenkmal Nummer D-4-5832-0103: Mittelalterlicher Turmhügel geschützt.

## Geschichte
Die Burg Schönbrunn war der Stammsitz des edelfreien Geschlechtes der Herren von Schönbrunn, das im Jahr 1125 mit Pabo de Sconebrunnuon erstmals urkundlich erwähnt wurde. Dieser Pabo ist noch bis ins Jahr 1149 urkundlich belegbar. Die edelfreien Herren von Schönbrunn stammten ursprünglich aus dem thüringischen Remda und entstammten der dortigen, ebenfalls edelfreien Familie de Remide. Diese kamen zu Besitz in Schönbrunn, wo sie sich eine Burg erbauten und sich anschließend nach ihr benannten. Nach Erich Freiherr von Guttenberg sollen von den Herren von Schönbrunn das Hochadelsgeschlecht der Herren von Giech abstammen.
Die einzige bekannte urkundliche Erwähnung der Burg Schönbrunn erfolgte am 18. Februar 1262, als Cunemund de Sunberg (Sonneberg) seine Güter in Schönbrunn, welche er zuvor als freieigen von Arnold von Schönbrunn gekauft hatte, dem Kloster Langheim schenkte. So saß ein Angehöriger des Klosters am 13. Mai 1285 auf dem „Bürglein“ und auch am 23. Februar 1301 wurden mit „Lupoldus et Gundelohus fratres dicti de Schonbrunn“ Klosterangehörige genannt. Kurz darauf wurde die Burg wohl aufgegeben, da im Urbar A von 1323/28 des Bamberger Bistums keine Herren von Schönbrunn mehr erwähnt werden.

## Beschreibung
Die Burgstelle liegt in der dort etwa 500 Meter breiten und relativ flachen Mainaue, fast unmittelbar am Schönbrunner Wasser, einem Bach, der in Schönbrunn entspringt. Sie ist heute durch landwirtschaftliche Nutzung in ihrer Südhälfte fast völlig zerstört, und besteht aus einem ehemals fast kreisrunden Turmhügel mit den Maßen von 33 mal 37 Metern und einem umliegenden Graben mit Außenwall. Der Graben ist bis zum Hügelplateau noch etwa 1,2 Meter tief und vier Meter breit, der Wall ist sieben Meter breit und nur noch einen halben Meter hoch. Der Graben wurde vermutlich durch den vorbeifließenden Bach mit Wasser gefüllt. Bei einer Untersuchung im Jahr 1955 wurde am Turmhügel eine Steinpackung entdeckt, die möglicherweise das Fundament eines wohl hölzernen Wohnturmes gewesen sein könnte. Eine Vorburg ist nicht sicher auszumachen, könnte aber im landwirtschaftlich genutzten Bereich gelegen haben, dort wurden Keramikbruchstücke sowie Spielsteine aufgefunden. Die Datierung der Keramik reicht bis ins 10. Jahrhundert zurück und könnte auf ein höheres Alter der Burg hinweisen. Die aufgefundenen Spielsteine gehörten wohl zu einem Tric-Trac-Spiel und bestanden aus vier scheibenförmigen und einem zylindrischen, durchbohrten Stein. Ob sie dem Mittelalter zuzurechnen sind, ist nicht genau bekannt, nach der Zusammensetzung ihres Materials könnten sie auch erst viel später entstanden sein.